# 俄羅斯國家近衛軍聯邦總署
俄罗斯国家近卫军联邦总署（俄语：Федеральная служба войск национальной гвардии Российской Федерации，缩写为）是俄罗斯联邦负责保卫国内主要目标、维护国内公共秩序及保障法律顺利执行的國家憲兵部队。它由俄罗斯总统普京以俄罗斯内卫部队、特別用途機動單位、特別迅速應變分隊和其它俄羅斯聯邦武裝部隊以外的準軍事武裝部队為基础改组而来。隶属于俄羅斯聯邦安全會議下的國家近衛軍指揮部。

## 历史
1811年的上半年，俄罗斯帝国皇帝亚历山大一世颁布了一系列命令，最重要的一条法令是1811年3月27日颁布的（1996年时，3月27日被定为内卫部队的成立纪念日）。俄罗斯的内卫部队得以建立。1917年十月革命后，布尔什维克政权在组建红军与红海军的同时也组建了内卫部队，内卫部队参与了苏德战争，为保卫苏联做出了巨大贡献。苏联解体后，俄罗斯联邦保留了内卫部队，俄罗斯的内卫部队随后参与了第一次车臣战争与第二次车臣战争。2016年，俄罗斯总统普京在俄罗斯内卫部队和其它部队的基础上改组，成立了俄罗斯国家近卫军，国家近卫军包括了17万前内卫部队隊员、4.5万人的特警部队和快速反应部队、20万人的体制外安保人员。俄罗斯国家近卫军的职责为确保边境安全、打击恐怖主义犯罪以及其他有组织犯罪、执行防暴警察和狱警以及特警的任务。
2022年俄羅斯入侵烏克蘭期間，俄羅斯國家近衛軍及轄下的特別用途機動單位、特別迅速應變分隊和卡德羅夫軍參與了針對烏克蘭的軍事行動並承受了傷亡。

## 编制结构

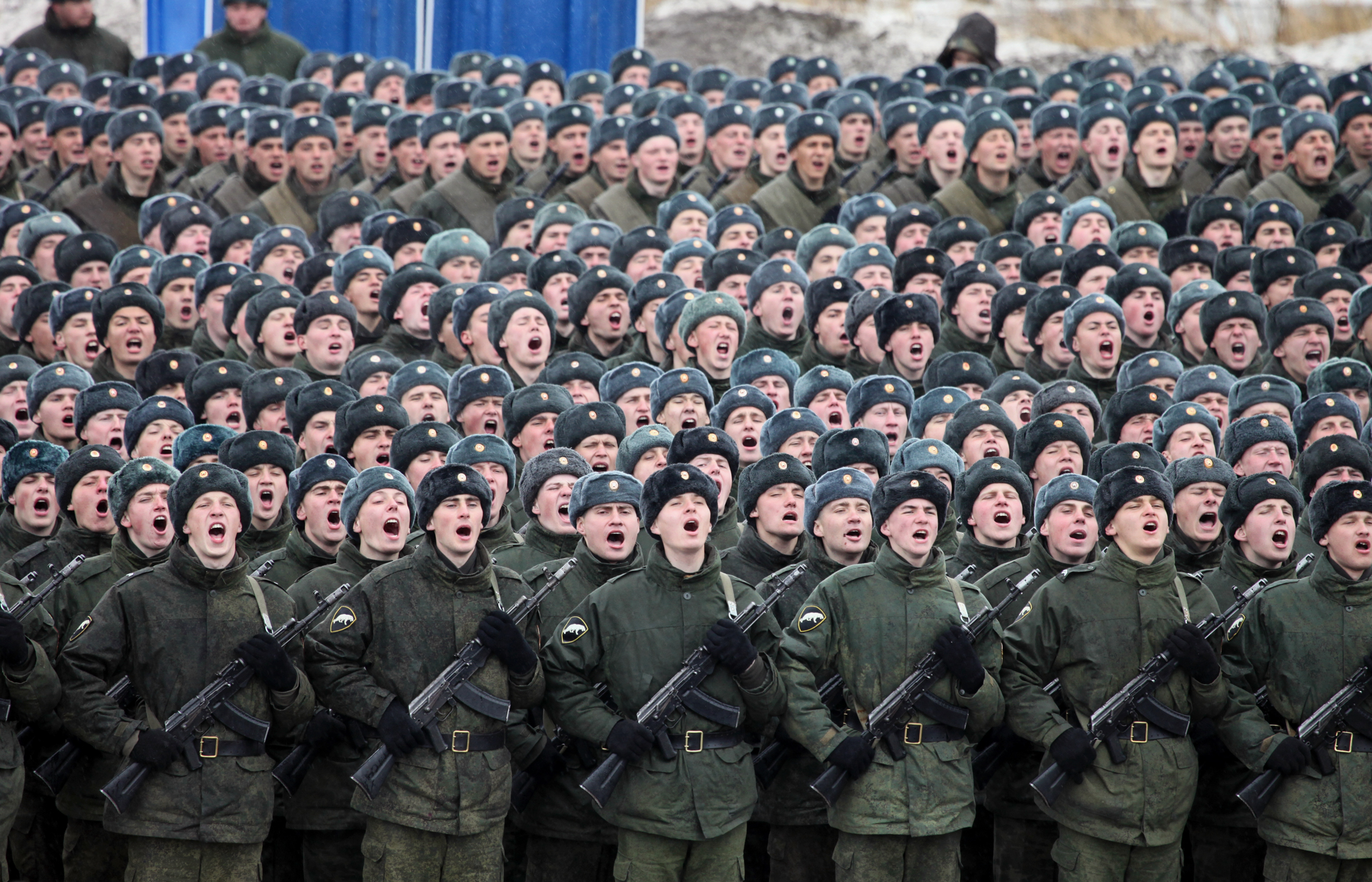
俄罗斯国家近卫军独立作战任务师士兵

俄罗斯国家近卫军一级指挥部门为7个军区。另外，国家近卫军司令部还有直属的独立作战任务师、特种部队、航空部队、军事学院、国家安保公司。

### 军区
国家近卫军的军区下辖作战分队和快速反应部队，其中各军区的作战分队佔国家近卫军全部兵力的四分之三左右。
- 东部军区
- 西伯利亚军区
- 乌拉尔军区
- 西北军区
- 伏尔加军区
- 北高加索军区
- 南部军区
- 中部军区

### 航空部队
- 直升机：Mi-26，Mi-24，Mi-8，Ka-226；
- 运输机：Tu-154，Tu-134，Tu-204，Yak-42，IL-76，An-12，An-72；

还有部分无人机与观测气球。